# Павел Марія Сапега
Павел Марія Сапега (17 травня 1900 р., Седлисько — 1987 р., Мюнхен) — офіцер Війська Польського ІІ РП, підполковник армії США, контррозвідник.

## Біографія
Він був сином Павела (1860—1934), онука Адама Сапеги, обличчя якого бачить князь Вітовт на картині Яна Матейка «Грюнвальдська битва». Брав участь у польсько-більшовицькій війні, під час якої був важко поранений у битві під Замостям. Після війни залишився в армії.
Був підвищений до звання підпоручника кавалерійського резерву з вислугою років 1 січня 1920 року. У 1923, 1924 роках був офіцером запасу 8-го полку уланів у Кракові. У 1934 році, як резерв, він був приписаний до Офіцерського штабу округу № V як офіцер, призначений для використання під час війни, а потім залишився в звітах Окружного штабу Додатків Тарновських Гур.
Він був чоловіком Вірджилії Петерсон, доньки американського невролога та психіатра з Нью-Йорка, голови Американської неврологічної асоціації, батьком Марії Кристини та Миколая Фридерика — відомого фотографа. Батьки Павела-молодшого не були задоволені вибором сина. Лише мати Павла, Матильда Сапежина, приїхала до Лондона на весілля влітку 1933 року. Батько залишився вдома, посилаючись на погане самопочуття як виправдання.
У 1920-х роках навчався у Франції. У 1931—1936 роках він був директором Концерну шахт і хімічних заводів, що належав його німецькому двоюрідному брату Едгару Генкелю фон Доннерсмарку в Тарновських Гурах у Верхній Сілезії. У 1933—1936 роках він жив із дружиною та дочкою в палаці в Карлушовці, що належав родині фон Доннерсмарків (сьогодні частина міста Тарновські Гури). У 1934 році Павел-старший помер, і його син перебрав управління маєтком площею 5000 гектарів у Седлиську, розділивши його нові обов'язки з роботою в концерні. У 1936 році він і його сім'я переїхали назавжди до Седлиська, після того, як компанію німецького двоюрідного брата захопили нацисти. У 1930-х роках адвокатом Павела Сапіги був доктор Юліуш Бардах, син Теофіла і батько Вітольда, який працював у Раві Руській.
У вересні 1939 року Павела мобілізували, а Віргілія залишилася в маєтку. Під час німецьких бомбардувань разом з дітьми та прислугою втекла до лісу. Вона дала притулок 180 особам у маєтку — дружинам і дітям офіцерів, які на другому тижні війни пішки дійшли до Седлиська із Великопольщі. Після вторгнення Росії до Польщі, 17 вересня 1939 року, Павел перевіз свою родину до Львова, а згодом через Румунію та Францію вони потрапили до США. Там він вступив на службу в армію США. Після закінчення Другої світової війни, як і решта Сапіг, мусив залишитися на Заході, продовжуючи військову кар'єру до 1950 року (брав участь у Корейській війні). У 1960-х роках був резидентом контррозвідки США в Афінах у званні підполковника. Шлюб з Вірджилією не тривав вічно, вони розлучилися в 1950 році.
Павел Сапіга-молодший ніколи не втрачав зв'язків із країною, допомагаючи в багатьох дослідженнях історії власної родини, напр. в біографії свого власного прапрадіда Олександра Сапіги.
3 травня 1977 року президент Республіки Польща в екзилі нагородив його Лицарським хрестом Ордена Відродження Польщі.